# Oberhof (Ober-Erlenbach)

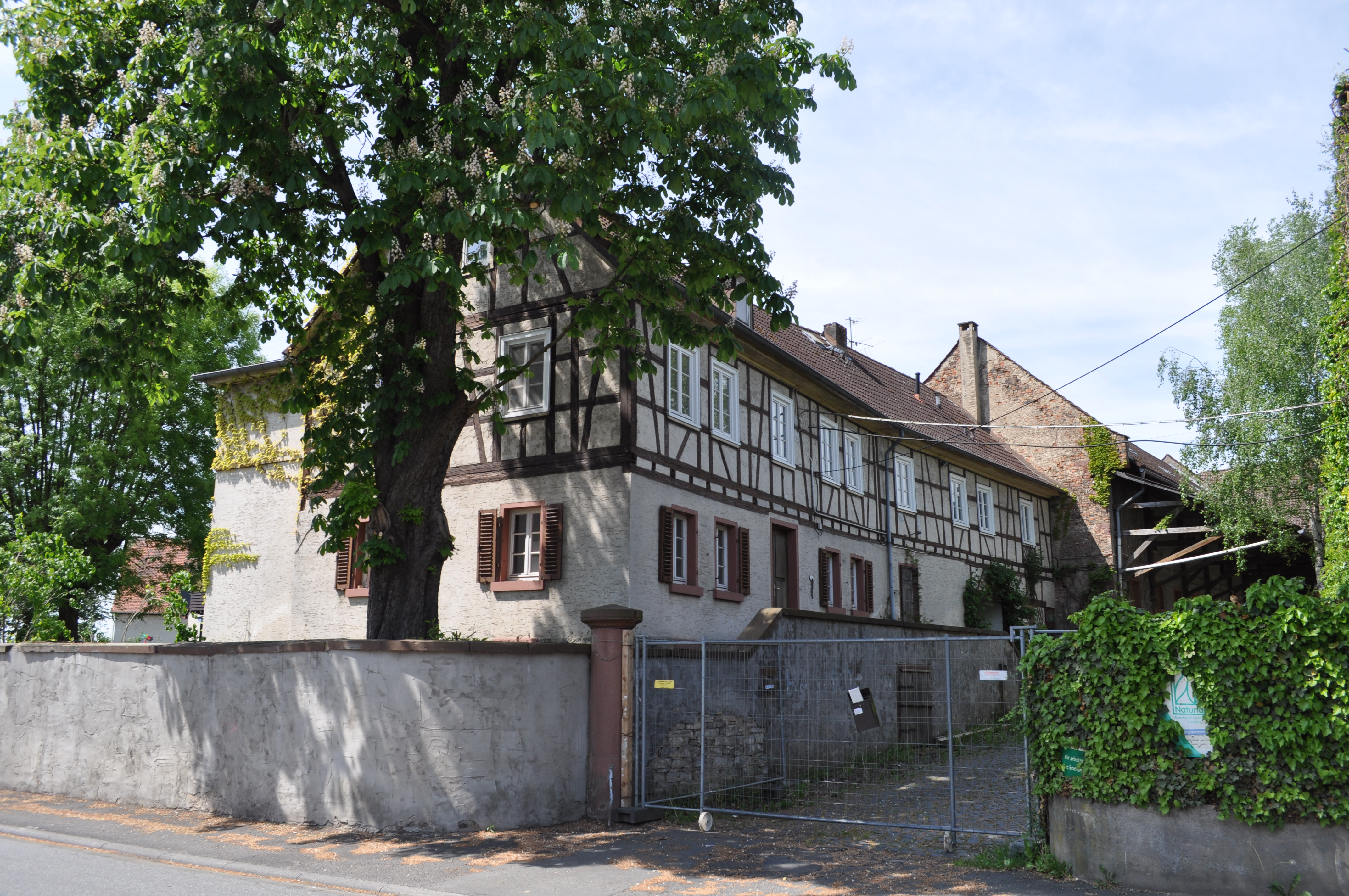
Staatsdomäne Oberhof

Der Oberhof im Bad Homburger Ortsteil Ober-Erlenbach ist ein unter Denkmalschutz stehendes ehemaliges landwirtschaftliches Anwesen.
Über den Bau des Hofes bestehen keine Unterlagen. Ein Bau zwischen 1691 und 1770 gilt als wahrscheinlich. In dieser Zeit waren die Herren von Ingelheim Landesherren, unter denen auch Schule und Kirche (1765) erbaut wurden. Der Hof diente den Herren von Ingelheim als landwirtschaftliches Zentrum im Ort.
Nach dem Ende des Großherzogtums Frankfurt wurde Ober-Erlenbach Teil des Großherzogtums Hessen. Der Hof blieb weiter Besitz der Ingelheimer. Im Jahr 1863 verkauften diese ihn an das Großherzogtum. Er wurde damit zur Staatsdomäne. Noch heute ist die Domäne im Besitz des Landes Hessen.
Heute stellt sich das Anwesen in der baulich traditionellen Form eines Dreiseithofs aus der ersten Hälfte des 19. Jahrhunderts dar. Die Hofeinfahrt mit säulenförmigen Sandsteinpfeilern, ein großes, als Fachwerkbau errichtetes Verwalterhaus und Stallungen, die zum Teil mit Sandsteinsäulen und Kreuzgratgewölben ausgestattet sind, umgeben einen großen Hof. Daneben bestehen Scheunen und ein mehrgeschossiges Gesindehaus.
Bis in die 1950er-Jahre wurde die Domäne als landwirtschaftlicher Betrieb genutzt. Lange befand sich ein Leerstand der Gebäude. Seit 2020/2021 wird dort gebaut. Es entstehen auf dem gesamten Areal Wohnungen und u. a. ein Mehrgenerationenhaus. Das Hauptgebäude und viele andere Gebäudeteile wurden in der Hauptsubstanz verwendet. Die Straßenansicht in Richtung Burgholzhausen wurde um neue Gebäudeteile / Wohnhäuser erweitert.